# Route nationale 749
Die Route nationale 749, kurz N 749 oder RN 749, war eine französische Nationalstraße, die von 1933 bis 1973 zwischen Château-la-Vallière und Lussac-les-Châteaux verlief. Ihre Länge betrug 155 Kilometer.